# Łosicki
Łosicki là một huyện thuộc tỉnh Mazowieckie của Ba Lan. Huyện có diện tích 772 km². Đến ngày 1 tháng 1 năm 2011, dân số của huyện là 31937 người và mật độ 41 người/km².